# Carlos Chagas (Minas Gerais)
Carlos Chagas és un municipi brasiler situat al nord-est de l'estat de Minas Gerais. El 2007 tenia 20.812 habitants en una superfície total de 3.199 km². La ciutat pertany a la mesoregió estadística de Vale do Mucuri i a la microregió estadística de Nanuque. Va esdevenir un municipi el 1938.
Carlos Chagas es troba a una elevació de 157 metres a la vall de Rio Mucuri. Es troba al nord de la carretera BR-418. El nucli de població més proper és Teófilo Otoni.
La distància fins a Teófilo Otoni és de 107 km i la distància a la capital de l'estat, Belo Horizonte, és de 409 km. Els municipis veïns són: Crisólita i Umburatiba (N), Nanuque i l'estat de Bahia (E), Ataleia, Nanuque i Ouro Verde de Minas (S), i Teófilo Otoni i Pavão, (O).
Les activitats econòmiques principals són els serveis i l'agricultura. El PIB el 2005 va ser de 111 milions de dòlars, amb 57 milions de serveis, 14 milions d'indústria i 33 milions d'agricultura. Hi havia 1021 productors rurals amb 201.000 hectàrees de terra. Només 74 explotacions tenien tractors (2006). 3.200 persones depenien de l'agricultura. Els principals conreus eren la canya de sucre, les mongetes i el blat de moro. Hi havia 268.000 caps de bestiar (2006). Hi havia 3 bancs (2007) i 8691 automòbils (753 motocicletes), amb una proporció d'un automòbil per cada 24 habitants.
Els indicadors socials el situen al nivell inferior dels municipis de l'estat:
- Índex de desenvolupament humà municipal: 0,681 (2000)
- Rànquing estatal: 629 de 853 municipis l'any 2000
- Rànquing nacional: 3.280 de 5.138 municipis l'any 2000
- Taxa d'alfabetització: 71%
- Esperança de vida: 67 (mitjana d'homes i dones)[3]

El municipi amb més alt rang a Minas Gerais l'any 2000 va ser Poços de Caldas amb 0,841, mentre que el més baix va ser Setubinha amb 0,568. A escala nacional, el més alt va ser São Caetano do Sul a São Paulo, amb 0,919, mentre que el més baix va ser Setubinha. En estadístiques més recents (tenint en compte 5.507 municipis), Manari a l'estat de Pernambuco té la qualificació més baixa del país: 0,467, situant-lo en l'últim lloc.
Hi havia 20 clíniques sanitàries i un hospital amb 59 llits el 2005. Els pacients amb malalties més greus són traslladats a Teófilo Otoni. Pel que fa a l'educació hi havia 17 escoles de primària, 4 escoles de secundària i 5 centres de preescolar. A l'educació superior hi havia dos campus: Centre Universitari de Caratinga Arxivat 2019-11-16 a Wayback Machine. (UNEC) i Universitat del Nord de Paranà (UNOPAR).